# 三大男高音演唱会
三大男高音演唱会是指三位歌剧男高音歌唱家普拉西多·多明哥、和联袂举办的演唱会。1990年7月7日世界杯足球赛决赛前夜，三位歌唱家在意大利罗马的古卡拉卡拉浴场第一次联手登台。祖宾·梅塔担任乐队指挥。举办这场音乐会的设想来自制作人和经纪人马利欧·德拉第。第一场音乐会的主要目的为癌症基金筹款，同时也是欢迎多明哥和帕瓦罗蒂的好友卡雷拉斯成功治愈白血病，回到歌剧舞台。
继1990年成功举办了首场三大男高音演唱会之后，又有三场男高音演唱会在世界杯期间举行，分别为1994年世界杯足球赛决赛之夜在美国洛杉矶道奇體育場、1998年世界杯足球赛期间在法国巴黎埃菲尔铁塔之下以及2002年世界杯足球赛期间在日本横滨市。另外，还在世界其它城市举办男高音演唱会，地点通常选在体育场或者室外的知名建筑旁。如2001年6月23日中国演唱会在北京紫禁城举行。
演唱会在商业上取得了很大的成功，并且录制成系列唱片，十分畅销。包括「卡列拉斯-多明哥-帕華洛帝：三大男高音演唱会」（Carreras - Domingo - Pavarotti: the Three Tenors in Concert）、「1994年三大男高音演唱会」（The Three Tenors In Concert 1994）、「1998年三大男高音演唱会」（The Three Tenors: Paris 1998）、「三大男高音圣诞演唱会」（The Three Tenors Christmas）和「三大男高音演唱会精选」（The Best of the Three Tenors）。祖宾·梅塔是1990年和1994年演唱会的乐队指挥，1998年演唱会指挥是詹姆士·列文。
三大男高音演唱会曲目丰富，除了经典的歌剧以外，还包括百老匯音樂劇甚至热门流行音乐。经典曲目有贾科莫·普契尼创作的歌剧里的乐曲和意大利名曲。
尽管三大男高音演唱会向普通大众推广了高雅音乐，但是也受到批评家的指责。他们指出每场演出要支付给三位歌唱家和指挥每人超过100万美金，报酬过高，并且在体育场演出歌剧，会导致音响效果，不能很好地表现歌剧的魅力。面对批评，多明哥在1998年的一次访问中说，“我可以理解批评家的抱怨，但是我不希望他们参加三大男高音演唱会。”
在三大男高音演唱会成功后，有很多类似的演唱会涌现，如爱尔兰男高音、澳大利亚男高音、三大加拿大男高音、十大男高音、三大女高音
和三大中国男高音等等。

## 外部連結
- 三大男高音1998巴黎演唱会
- 多明哥评论三大男高音演唱会
- 古典音乐的悲哀（页面存档备份，存于）讨论三大男高音演唱会对古典音乐的影响
- 今夜无人入睡 世界三大男高音放歌紫禁城（页面存档备份，存于）